# Романовка (Рубцовський район)
Рома́новка (рос. Романовка) — село у складі Рубцовського району Алтайського краю, Росія. Входить до складу Новоніколаєвської сільської ради.

## Населення
Населення — 372 особи (2010; 466 у 2002).
Національний склад (станом на 2002 рік):
- росіяни — 76 %